# Gekroesd plakkaatmos
Gekroesd plakkaatmos (Pellia endiviifolia) is een soort levermos uit het geslacht plakkaatmos (Pellia).

## Determinatie
Het dunne, transparante thallus van het andijvieachtige mos zijn lichtgroen tot donkergroen van kleur. De lobben zijn gevorkt, tongvormig tot wigvormig, ongeveer 4 tot 5 cm lang en 2 tot 9 mm breed - vaak met een paarse middenstreep en aan de randen gegolfd. Het groeit in enkele groepen of in uitgestrekte gazons. De randen van het thallus zijn niet ongewoon golvend. De karakteristieke, vierkante tot korte rechthoekige thallus-grenscellen zijn ongeveer 40 tot 70 micron lang en 20 tot 50 micron breed. De toppen kunnen in de herfst afvallen en worden gebruikt voor vegetatieve vermeerdering. De cellen binnenin zijn tussen de 70 en 120 µm lang en ongeveer 25 tot 55 µm breed. Het omwindsel van het sporenkapsel is buisvormig met getande lobjes
Vrouwelijke planten zijn meestal groter dan de mannetjes. Ze vormen rechtopstaande perichaetia, tot 5 mm lang, met een korte calyptra. Sporenrijping komt relatief zelden voor in het voorjaar.

## Ecologie
Het groeit meestal op kalkhoudende grond, in de nabijheid van water, op paden en in duinvalleien. Vaak op (beek)oevers, langs bospaden, greppelkanten, boswallen en in duinvalleien. Meestal wordt het boven water gevonden, soms ook onder water. Veel voorkomende begeleidende mossen zijn kleigreppelmos, Barbula fallax of veenknikmos.

## Verspreiding
Gekroesd plakkaatmos is wijdverbreid op het noordelijk halfrond. In Nederland komt het vrij algemeen voor. Het is niet bedreigd en staat niet op de rode lijst.

## Fotogalerij

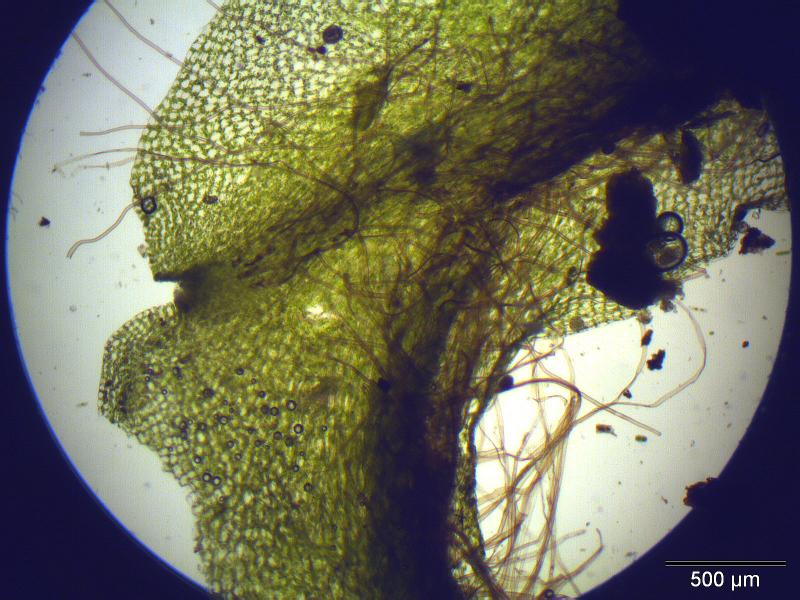
Thallus (40x vergroting)
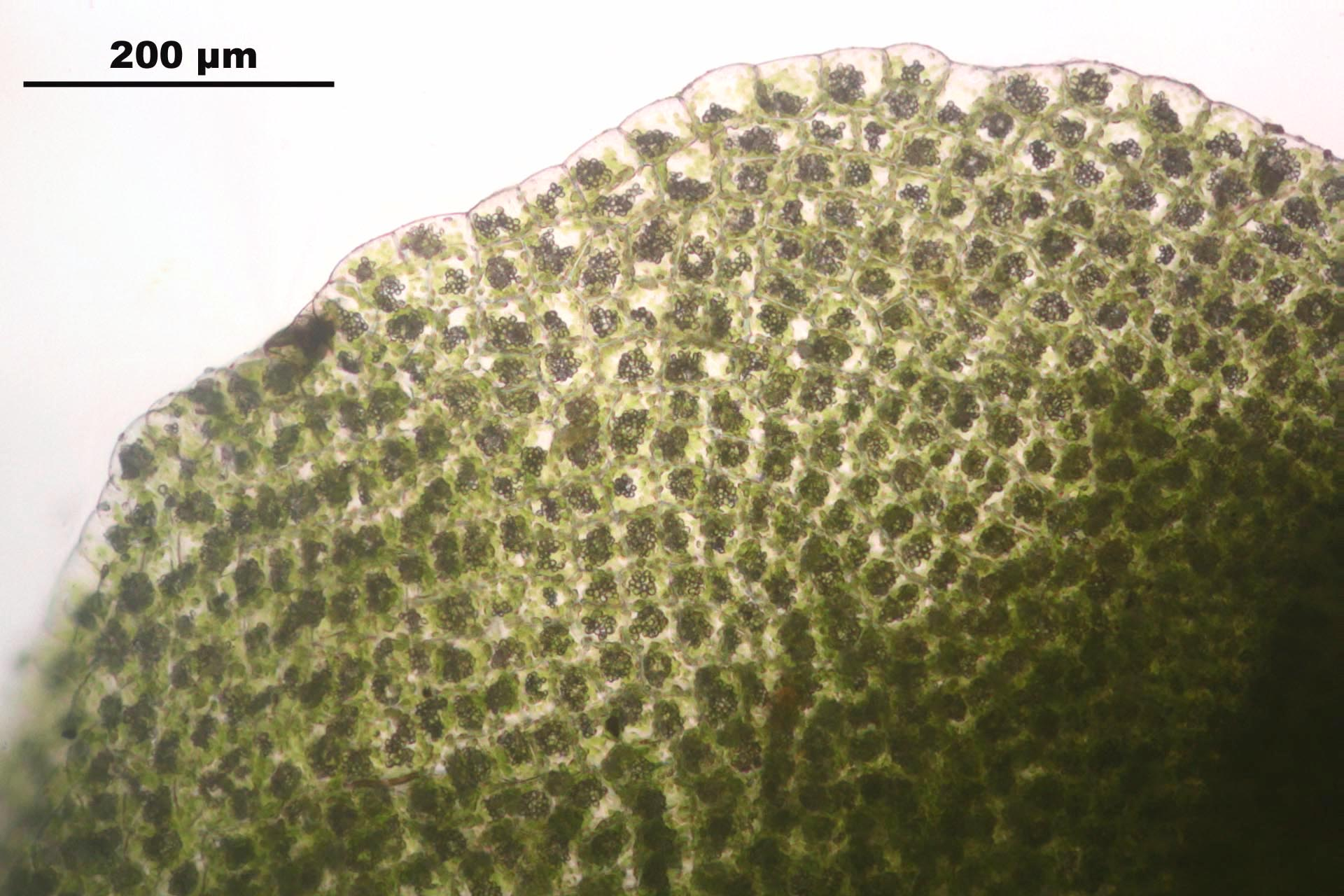
Thallusrand
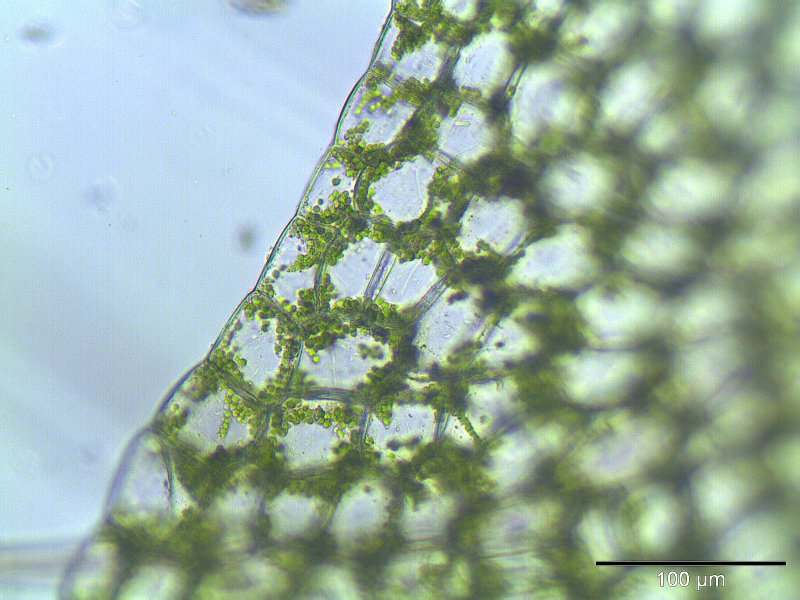
Cellen thallusrand
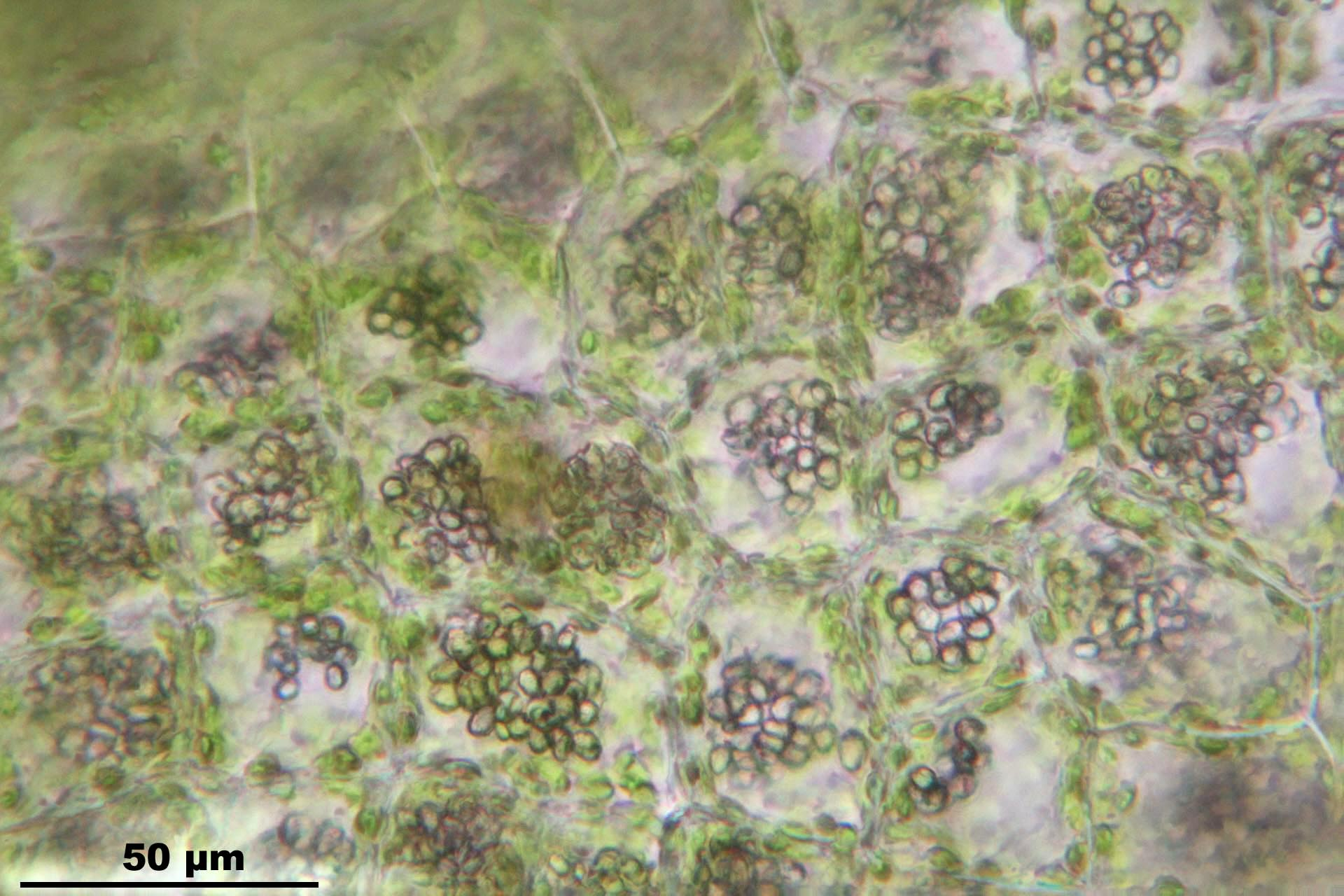
Cellen thallus
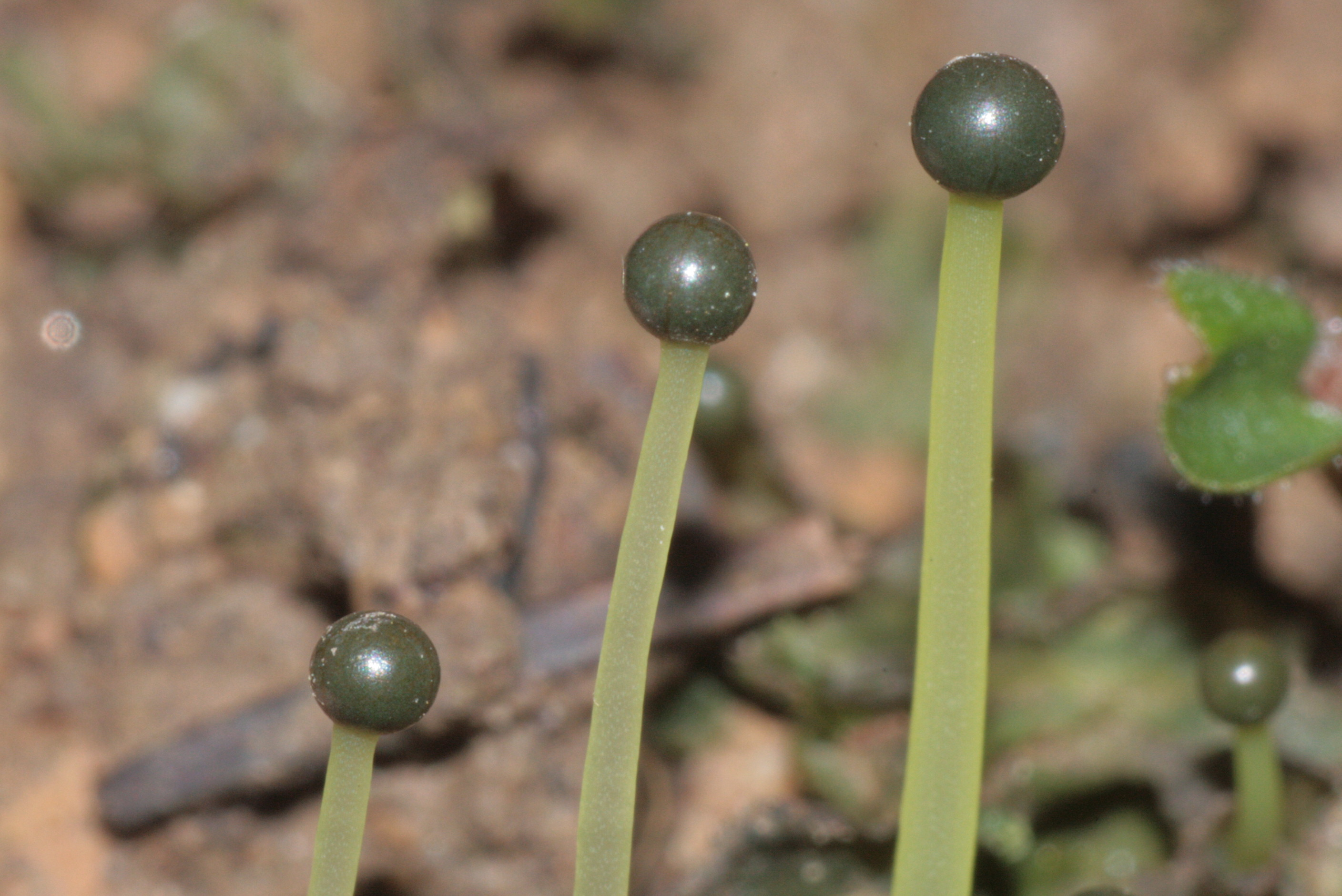
Sporogonen
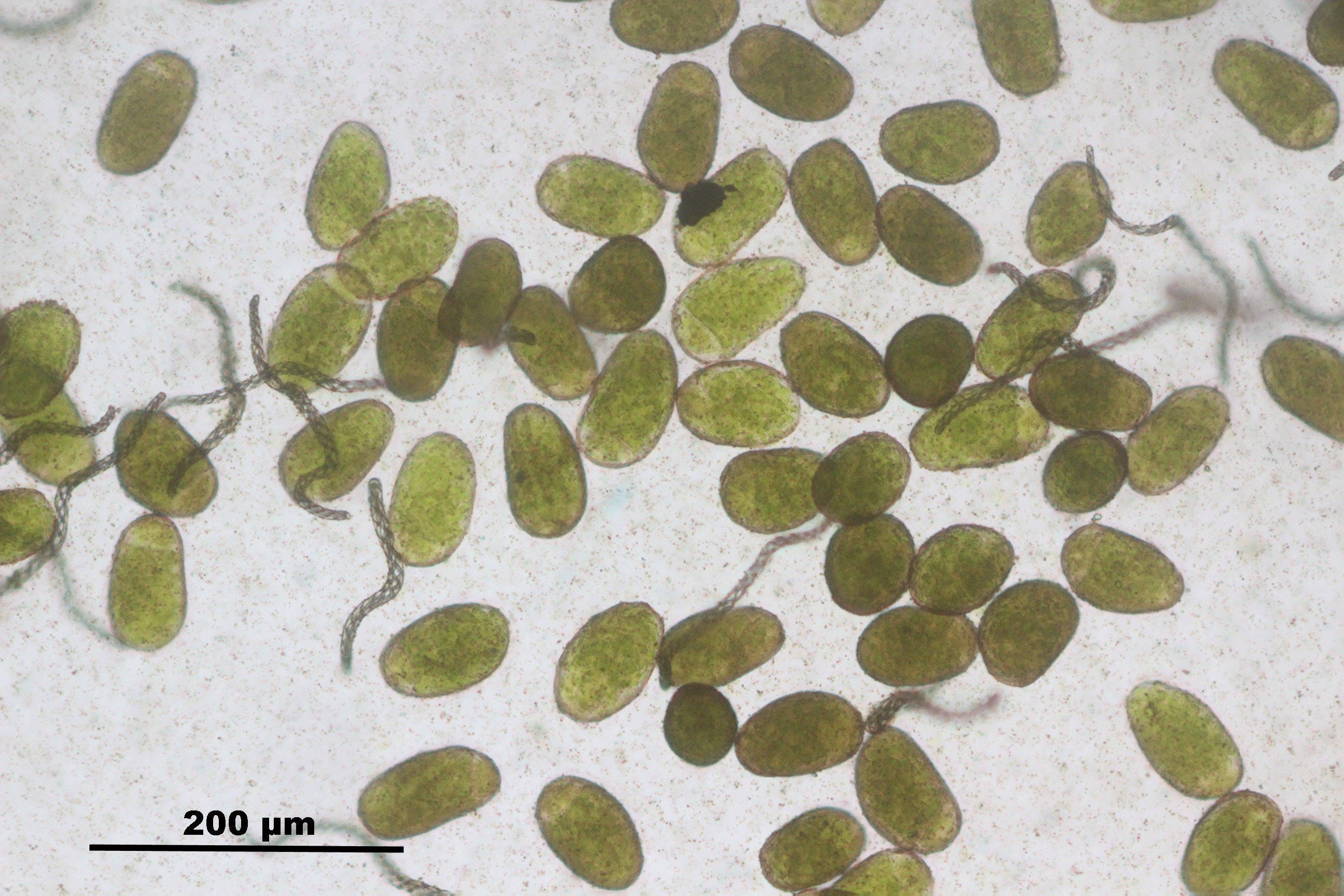
Sporen
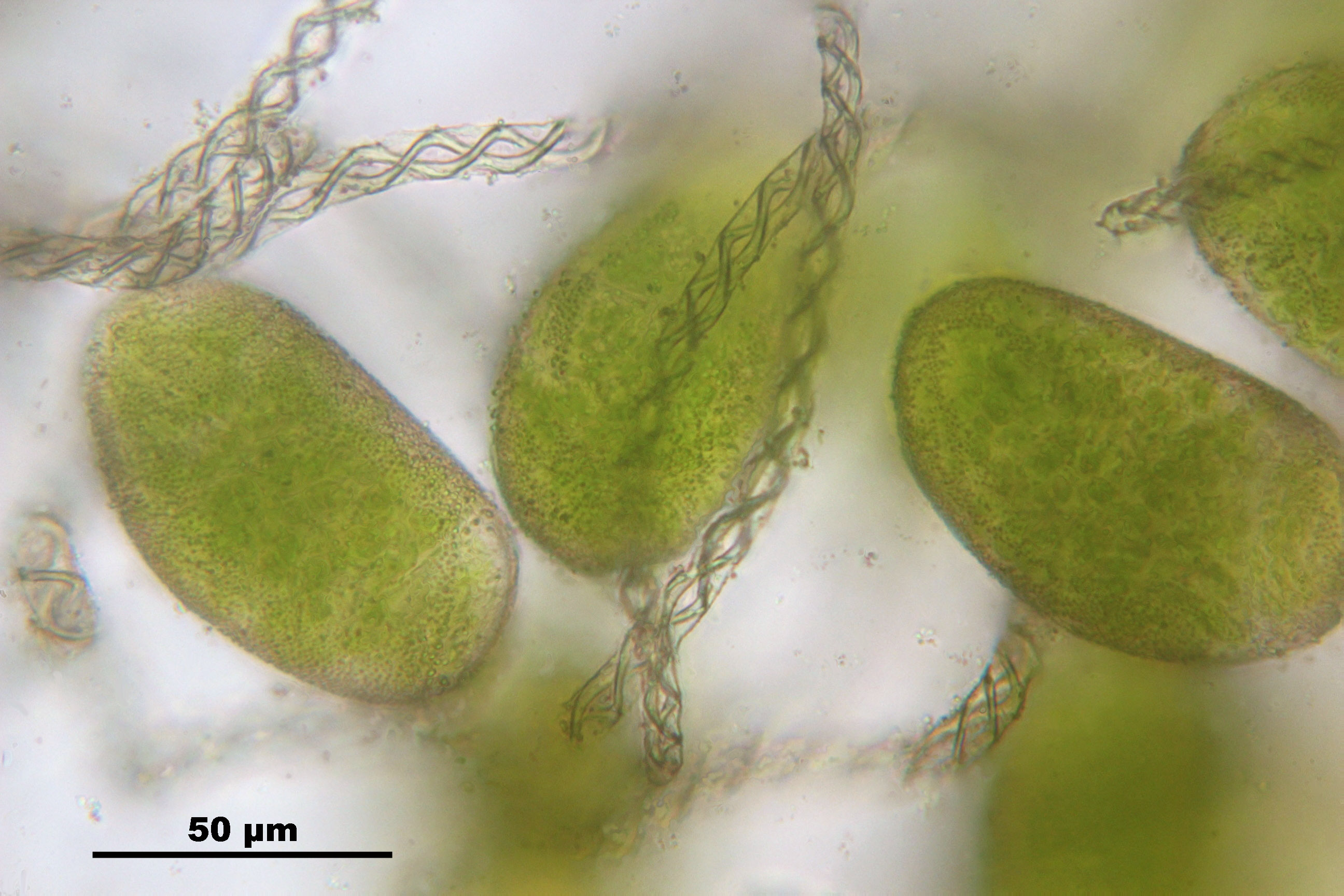
Elateren en sporen